# 坂口拓史
坂口 拓史（さかぐち たくし、1942年 - ）は、日本の警備会社経営者、著作家、評論家。坂口れい子の長男。

## 来歴
台湾生まれ。熊本県八代市出身。九州学院高等学校卒、法政大学二部文学部中退、セコム（訓練担当）をへて日本平和警備保障社長、のち顧問。　裏社会についての著作多数。

## 著書
- 『実録万引 現場からのレポート』ちはら書房 1979
- 『万引 万引人口1000万人-恐るべき実態』国書刊行会 1982
- 『さらばサラ金の魔手』国書刊行会 1983
- 『巨大農協の凄さ! 肥大、変質した農協経営の歪み』銀行時評社 1987
- 『ザ・シゴキ 実録応援団』時事通信社 1987
- 『平成時代を司る神々』あいであ・らいふ 1989
- 『美しき神の子 世紀末を奇跡の光で照らす救世主・凰翠ノ命』現代書林 1991
- 『トリカブト事件 完全犯罪をつき崩した五年間の執念の記録』ポケットブック社 1991　のち新風舎文庫
- 『独立し成功した男たち』広済堂出版 1995
- 『与那国海底にムー文明の巨大遺跡を発見した』たま出版 1996
- 『商工ローン被害者救済への道』国書刊行会 1999
- 『銀髪鬼 泉勝寿と阿蘇高校剣道部の軌跡』スキージャーナル 2003
- 『これで多重債務を帳消しにしろ! やりたい放題のサラ金闇業者に屈するな!』コスミック出版 コスモブックス　2003
- 『なぜ梁山泊は潰されるのか パチンコ産業30兆円に群がる魑魅魍魎』幻冬舎 2007

### 漫画原作
- 『騙す人と騙される人のちょっとの違い コミック詐欺事件白書』ほんまりう,北山たかし漫画 坂口, SOW企画原作 あおば出版 2006
- 『バカは借りるな コミック多重債務白書』あきやま耕輝,藤みき生著 坂口, SOW企画, 無料相談室「愛」原作 赤坂法律事務所監修 あおば出版 2006

## 注
1. ↑  CD本｜トリカブト事件　坂口拓史Tycoon Art, 2013年4月15日
2. ↑  『実録応援団』著者紹介